# دة زير
دة زير (بالفارسية: ده زیر) هي قرية تقع في قسم هوديان الريفي (مقاطعة دلغان) في إيران. يقدر عدد سكانها بـ 232 نسمة بحسب إحصاء 2016.